# Peter-Andreas Mothes
Peter-Andreas Mothes (* 5. August 1935 in Wiesbaden; † 25. Juni 2008 in Kassel) war ein deutscher Kunstmaler und Kunstlehrer an einer Waldorfschule.

## Leben
Peter-Andreas Mothes war ein Urenkel des Architekten und Kunsthistorikers Oskar Mothes. Im Jahr 1956 legte er das Abitur ab mit dem damaligen Studienwunsch der Architektur. Von 1956 bis 1957 besuchte er das Seminar für Heilpädagogik in Eckwälden und schloss mit Diplom ab. Von 1957 bis 1958 war er Schüler in Malerei und Plastik bei Hermann Kirchner in Hepsisau. Von 1958 bis 1960 studierte er an der Akademie der bildenden Künste Wien (Meisterklasse). Daneben beschäftigte er sich mit dem Studium der Philosophie, Pädagogik und Psychologie. Von 1960 bis 1963 studierte er an der Kunstakademie Karlsruhe (Meisterklasse).
1967 bekam Mothes den Auftrag, die Freie Waldorfschule Engelberg mit Wandbildern auszumalen. Bis 1987 war er auch Kunstlehrer an der Schule. Anschließend realisierte er künstlerische Projekte im In- und Ausland u. a. in Kliniken, Banken, Firmen und Schulen.

## Ausstellungen und Arbeiten
- 1963–1967: Freiberufliche Tätigkeit als Grafiker, Buchillustrator und Maler
- 1967: Erste Ausstellung in Stuttgart, dabei Begegnung mit dem Architekten Rex Raab
- Auftrag zur künstlerischen Ausgestaltung der „Freien Waldorfschule Engelberg“

Im Anschluss daran folgten zahlreiche Aufträge im Bereich „Kunst an Schulen“ in Deutschland, der Schweiz, Frankreich, Italien, Holland, Kanada und USA.
- ab 1968: Zahlreiche Ausstellungen seiner Grafiken, Aquarelle, Bilder im In- und Ausland
- ab 1970: Künstlerische Ausgestaltungen von Kirchen und Altargestaltungen
- 1978–1982: Umfassender Auftrag eines französischen Versicherungskonzerns, dessen gesamten Verwaltungsneubau künstlerisch zu gestalten, Straßburg, Gesamtkonzept für: Gebäudearchitektur, Innenarchitektur, Malerei und Grafik
- 1983: Künstlerische Farb- und Ausgestaltung einer EDV-Firma, Straßburg

Im Anschluss daran: Ausgestaltung mehrerer Firmen (u. a. Télémécanique Paris, NPI-Institut Amsterdam/Zeist), Schulen, Kindergärten sowie diverse Arztpraxen Deutschland, Frankreich und Holland
- ab 1990: Künstlerische Gestaltung in der Firma Wilken (Computerfirma), Ulm
- 1993: Auftrag zur künstlerischen Ausgestaltung des technischen Rathauses, Heilbronn
- 1995: Farbliche Gestaltung einer Bahnunterführung (Betondesign), Winterbach
- 1996: Ausgestaltung des Neubaus des Deutschen Fußball-Bundes (DFB), Frankfurt
- 1997: Farb- und Kunstgestaltung in der Firma Oscorna, Ulm
- 2000: Festhalle Winterbach, Peter Hahn, Winterbach, Wartburg-Klinikum, Eisenach,
- 2001/2004: Ausgestaltung in der JVA, Wiesbaden; Ausgestaltung des Andachtsraumes
- 2004: Künstlerische Farb- und Ausgestaltung des Neubaus: Klinikum Bad Salzungen
- 2006: Farbliche und künstlerische Ausgestaltung der Salierhalle, Winterbach

## Auszeichnungen
- 1985: Auszeichnung mit der Silbermedaille „Médaille d’Argent“ für Malerei, Frankreich